# Rongellen
Rongellen (rm. Runcáglia, Runtgaglia, Runtgiaglia) – miejscowość i gmina w Szwajcarii, w kantonie Gryzonia, w regionie Viamala. Pod względem liczby mieszkańców jest najmniejszą gminą w regionie.

## Historia
Gmina została po raz pierwszy wspomniana w dokumentach w 1798 roku jako Rungal.

## Demografia
W Rongellen 31 grudnia 2020 mieszkało 56 osób. W 2020 roku 8,9% populacji gminy stanowiły osoby urodzone poza Szwajcarią.
W 2000 roku 88,7% populacji mówiło w języku niemieckim, a 9,4% w języku romansz.

## Transport
Przez teren gminy przebiegają autostrada A13 oraz droga główna nr 13. 